# Alfred Ellis (fotograf)

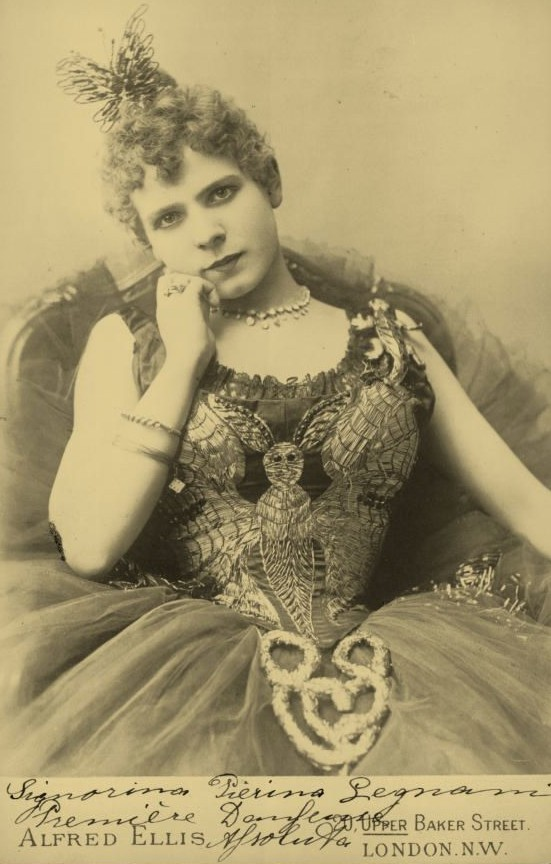
Herečka Pierina Legnani, 1891

Alfred Ellis (pseudonym Alfred Ellis & Walery, 5. května 1854, Londýn, Spojené království – 13. dubna 1930, Londýn) byl anglický divadelní fotograf.

## Život a dílo
V období mezi lety 1884–1898 provozoval studio na londýnské Baker Street. Od roku 1883 byl členem společnosti Photographic Society (později Královská fotografická společnost). Byl jedním ze zakladatelů Asociace profesionálních fotografů (Professional Photographers' Association) a v různých dobách působil jako tajemník, prezident a generální tajemník. Specializoval se na divadelní fotografii a hrál vedoucí roli v ochraně autorských práv fotografů, obhajoval je u několika případů u vrchního soudu. Byl jedním ze zakladatelů Autorskoprávní unie (Copyright Union).
Spojení Alfred Ellis & Walery (někdy jen Ellis and Walery) vzniklo na základě spolupráce v letech 1884–1898 s fotografem Stanislawem Julianem Ignacym, hrabětem Ostrorogem (1863–1935), který převzal pseudonym Julian Walery.

## Galerie

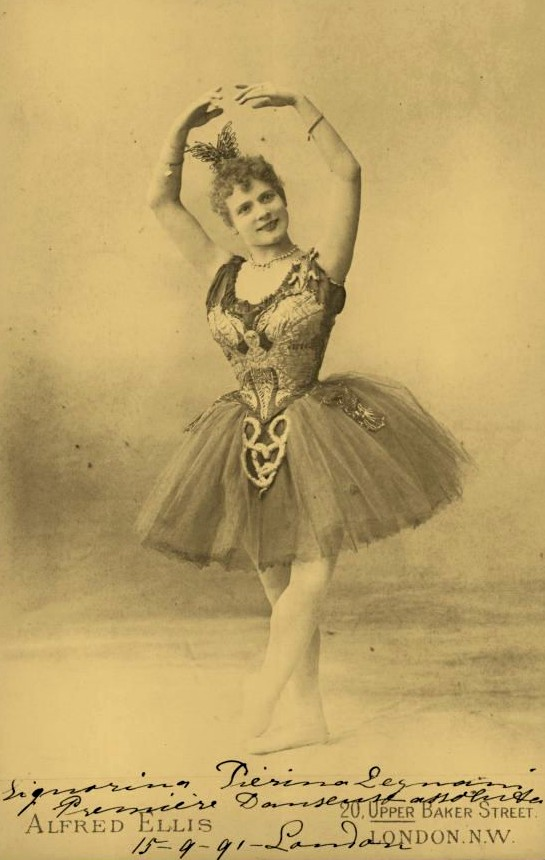
Pierina Legnani, Londýn, 1891
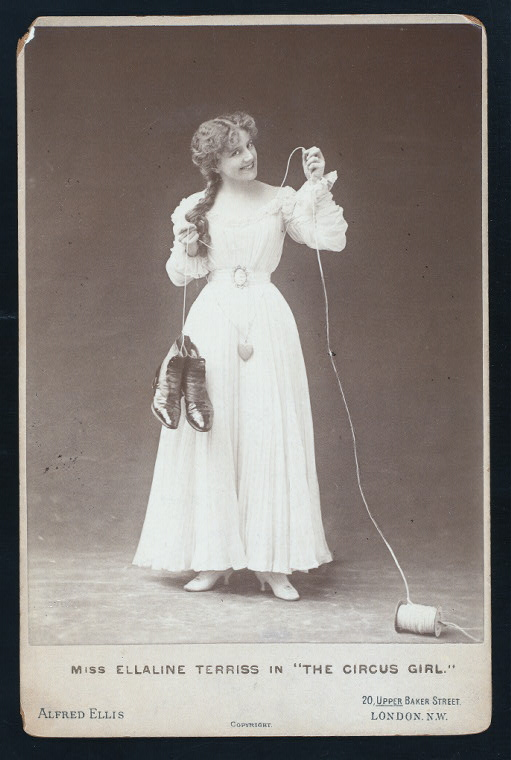
Ellaline Terriss ve The Circus Girl
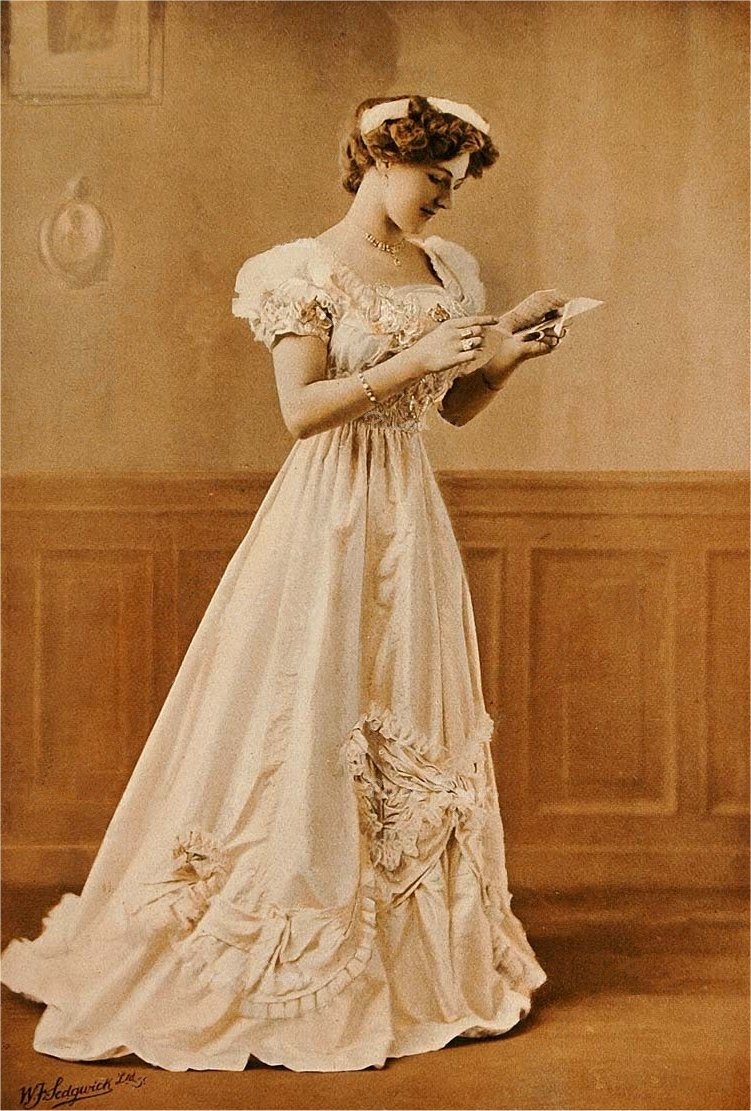
Edna Loftus
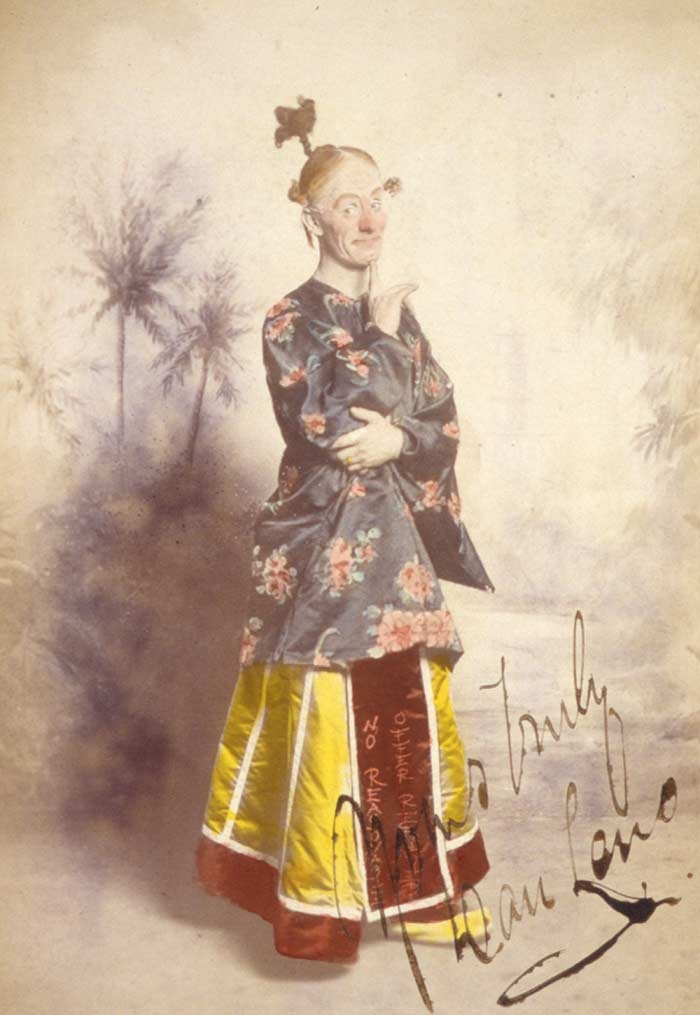
Dan Leno, Widow Twankey, 1896